# Pfarrkirche Sternberg

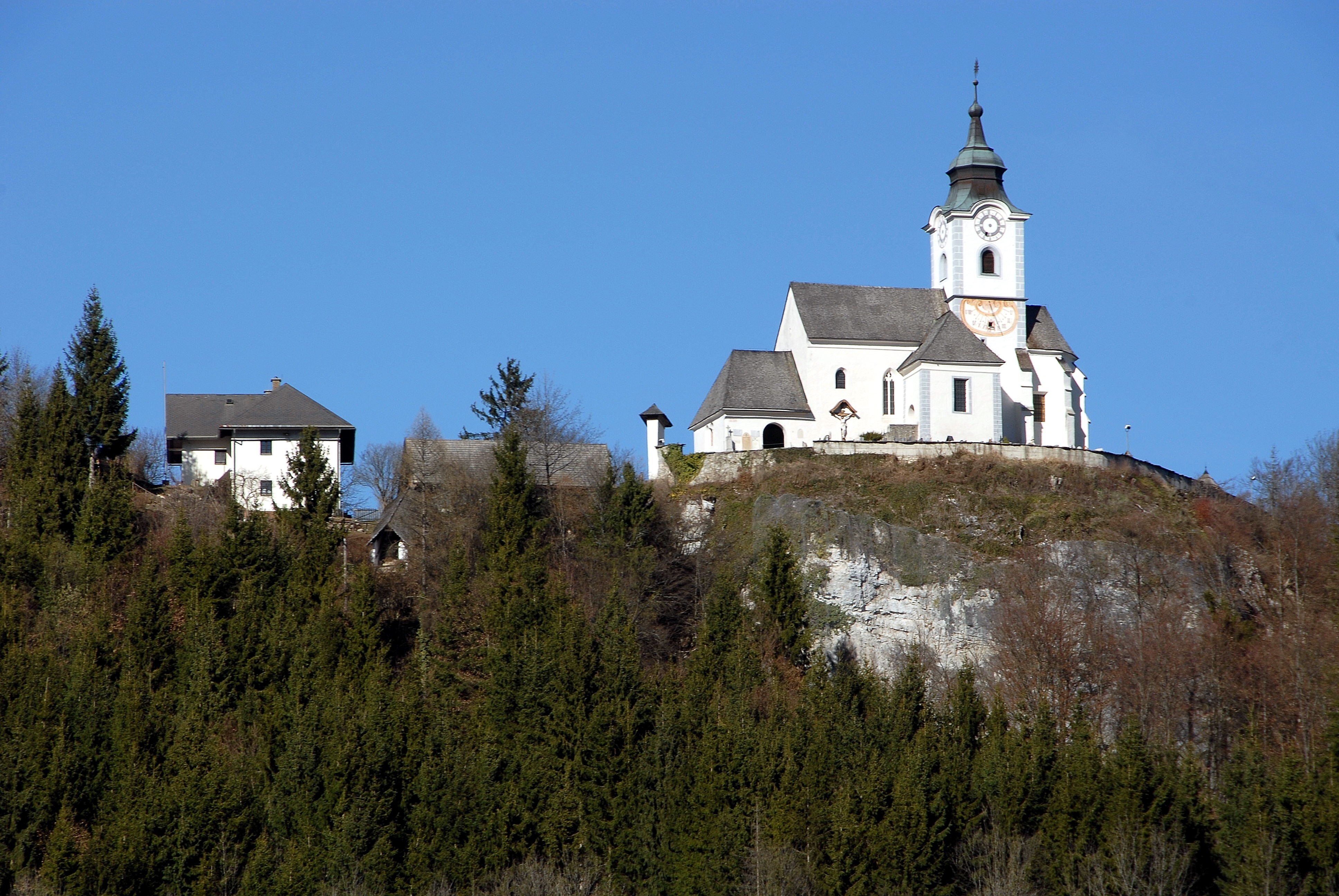

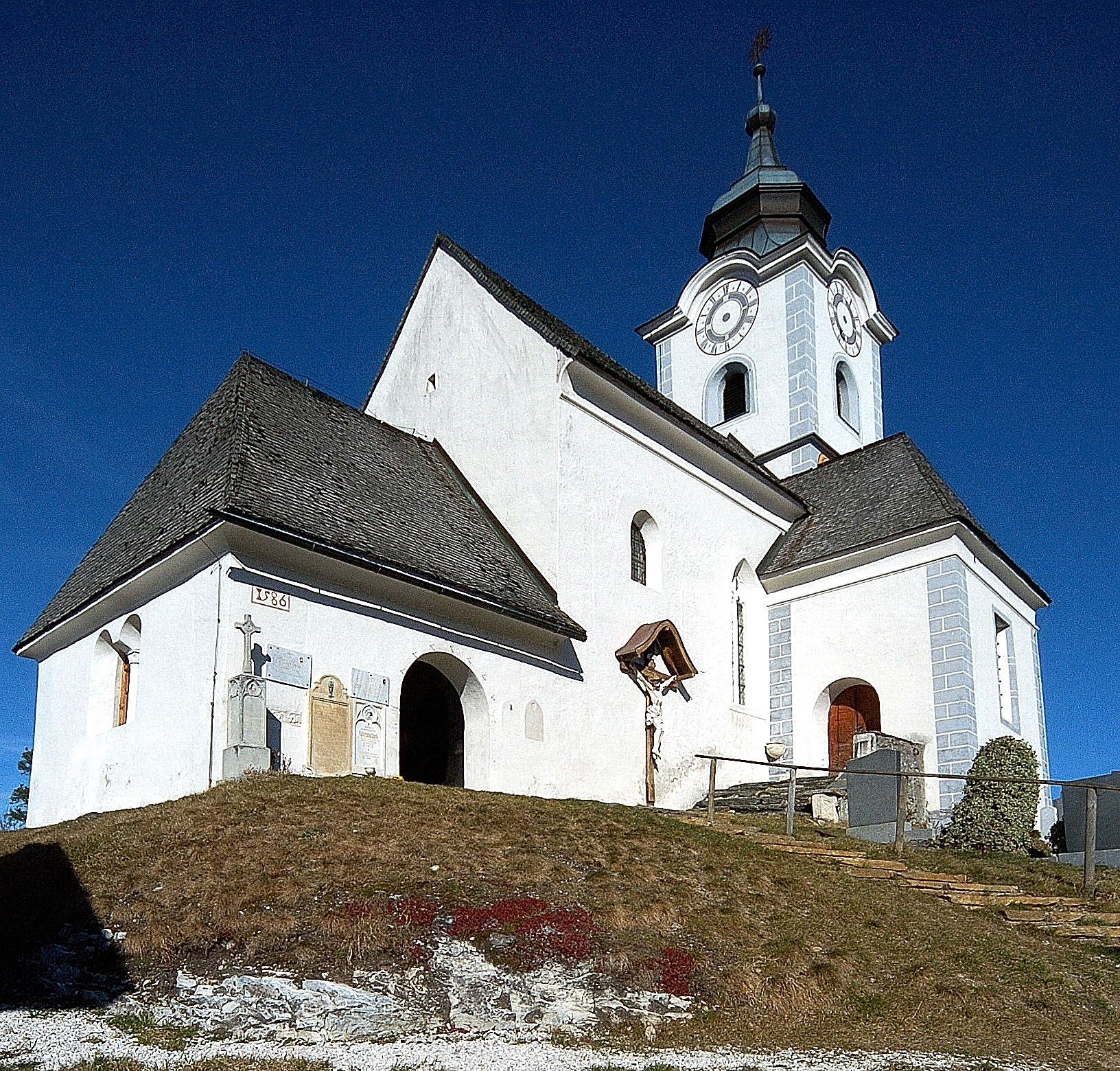

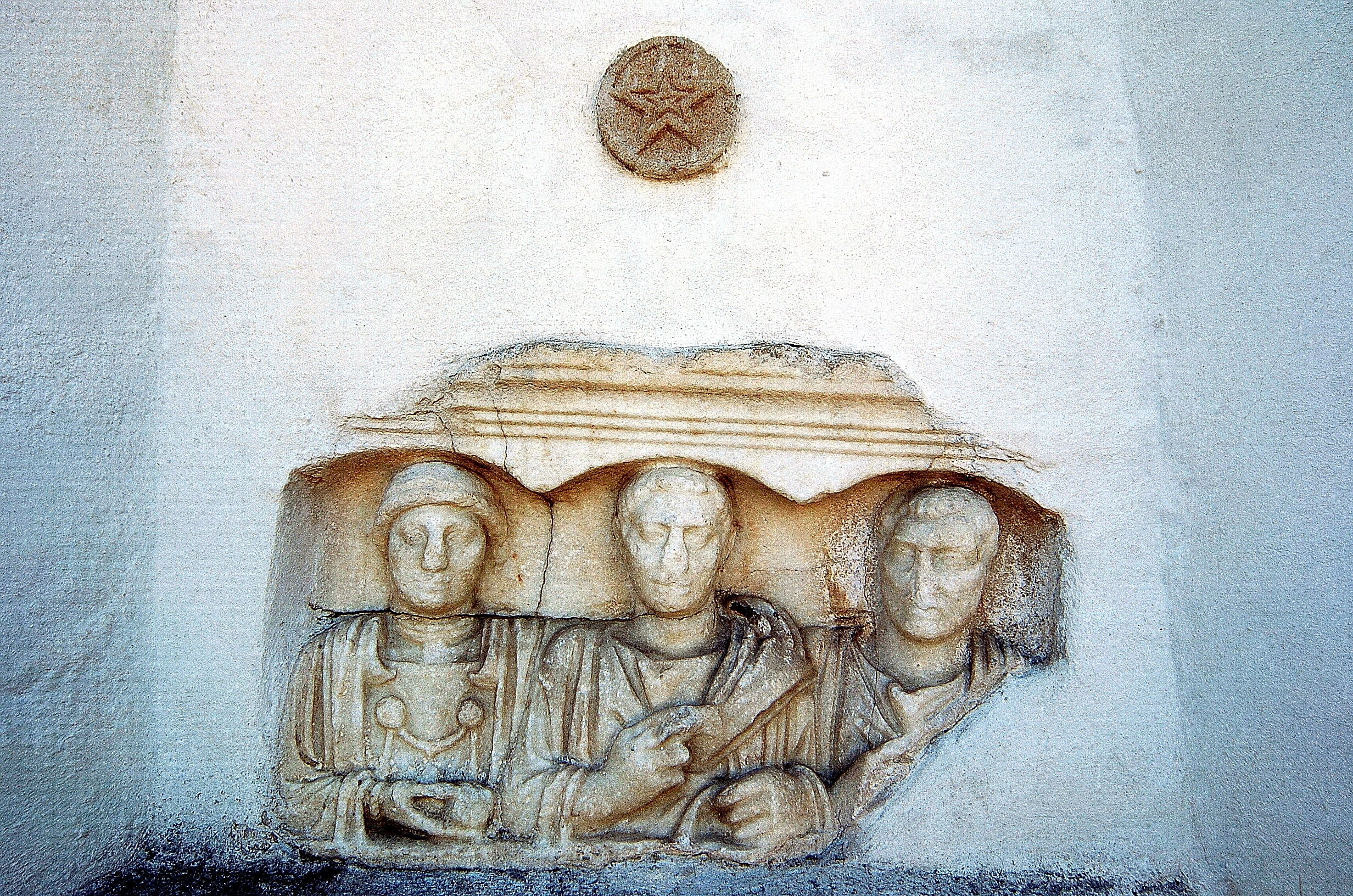
Römerzeitlicher Grabstein

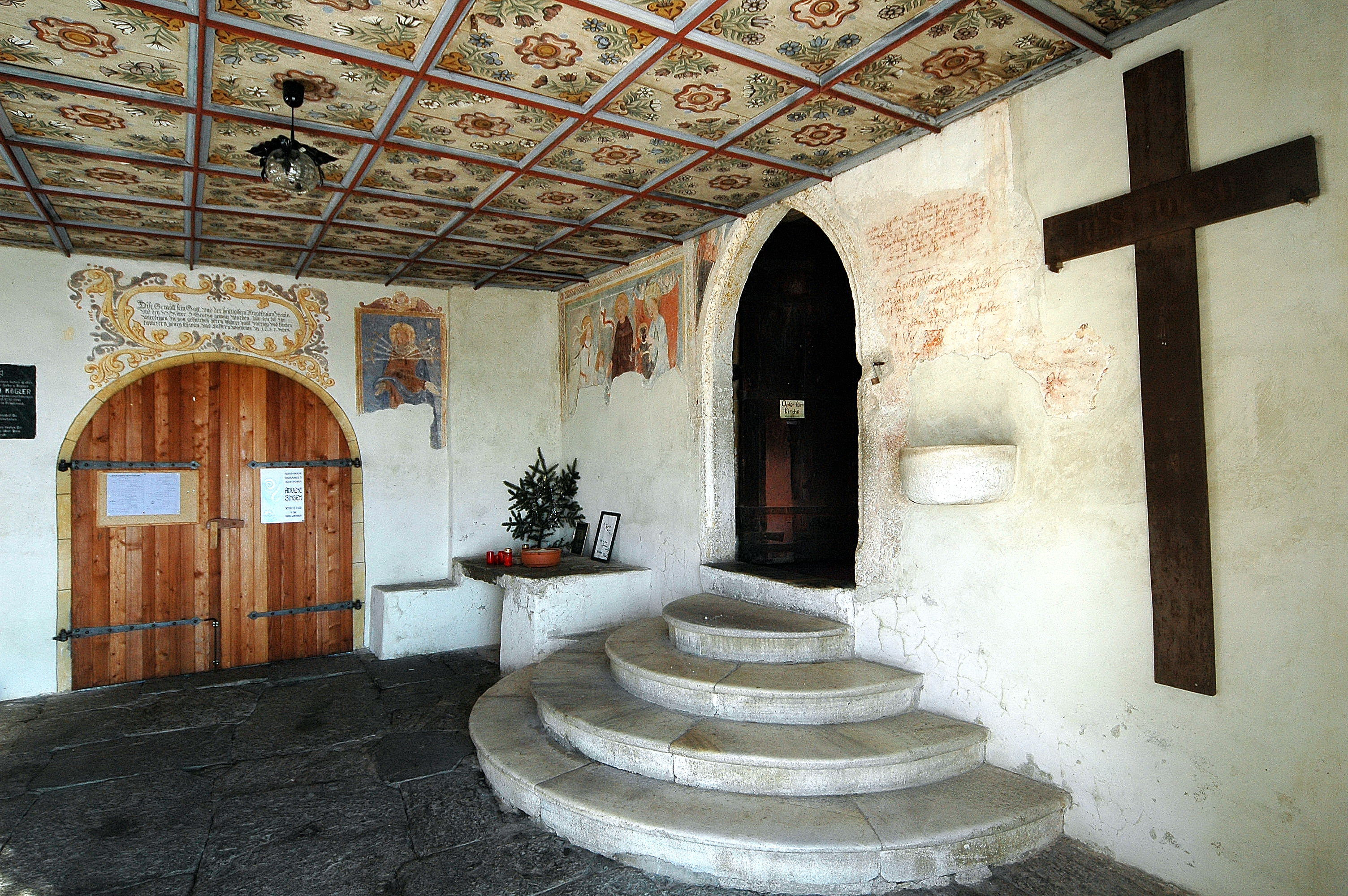
Vorhalle

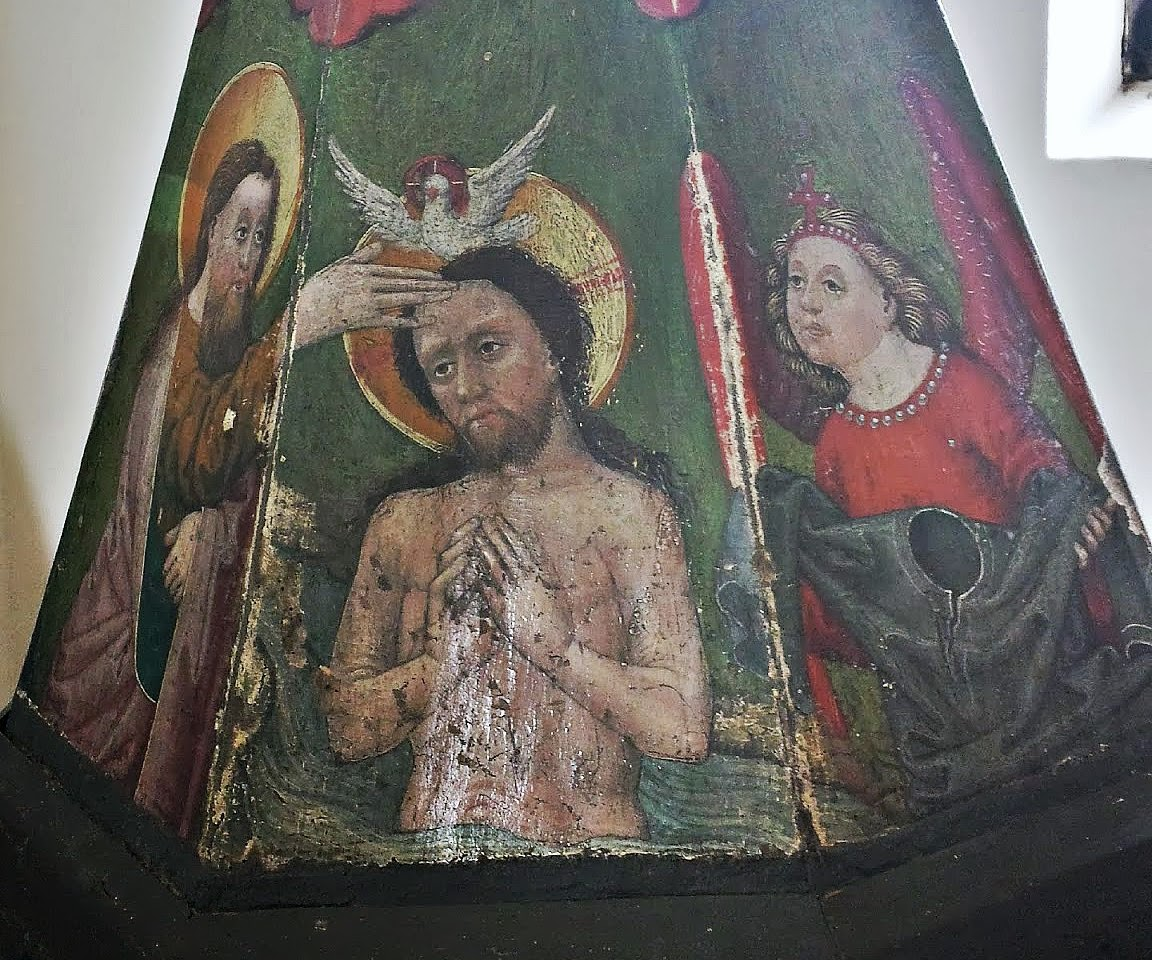
Taufstein, detail

Die römisch-katholische Pfarrkirche Sternberg/Strmec ist dem heiligen Georg geweiht. Sie gehört innerhalb des Dekanats Rosegg/Rožek zur Diözese Gurk. Die Kirche steht auf einem steilen Hügel im ehemals befestigten Friedhof nördlich der Süd Autobahn in der Gemeinde Wernberg.

## Geschichte
Der Ort dürfte bereits in keltischer und römischer Zeit besiedelt gewesen sein. Unweit des Sternberges befand sich vermutlich die römerzeitliche Straßenstation Tasinemetum der Römerstraße von Aquileja nach Virunum.
Die Kirche war eine Eigenkirche der zwischen 1170 und 1180 aufscheinenden Grafen von Sternberg. 1285 wurde sie als Pfarrkirche genannt. 1311 ging die Kirche mit der Burg an den Landesfürsten, 1329 an die Grafen von Ortenburg und 1418 an die Grafen von Cilli. 1457 wurde die Burg Sternberg im Kampf um das Erbe der Cillier zerstört und die Kirche beschädigt.  
1994 erfolgte eine Innenrestaurierung. 1997 wurde an der südlichen Turmfassade ein großes Sonnenuhrfresko des 16. Jahrhunderts freigelegt und das Architekturdekor des 18. Jahrhunderts wiederhergestellt.

## Kirchhof
Die Kirche steht in einem ehemals befestigten Friedhof. 
In der Nordostecke steht eine quadratische vermutlich frühbarocke Friedhofskapelle mit steilem Pyramidendach und Schießscharten. In der barocken Totenkammer befindet sich ein frühgotisches Kruzifix aus dem 13. Jahrhundert.

## Baubeschreibung
Der ursprünglich romanischen Chorturmkirche wurde im 14. Jahrhundert ein Chor angebaut, der von dreifach gestuften Strebepfeilern gestützt wird. Die doppelbahnigen Maßwerkfenster stammen aus dem 15. Jahrhundert. Die 1586 erbaute, westliche Vorhalle besitzt ein doppelt gekuppeltes Renaissancefenster. In der Barockzeit wurde am Ostende des Langhauses an der Nord- und der Südseite je eine Kapelle angebaut. 1820 wurde der dreigeschoßige, im Kern romanische Turm erneuert und mit einer Zwiebelhaube versehen.
In der Kirchenmauer sind Spolien römerzeitlicher Grabbauten eingearbeitet, an der Südseite der Kirchenvorhalle ein Friesblock mit einem Meeresgreifenrelief, an der Front des Stiegenaufganges zur Sakristei eine Bauinschrift für ein Heiligtum der Iunones. An der Außenmauer des Chorschlusses befindet sich ein Nischenporträtgrabstein aus der Mitte des zweiten Jahrhunderts mit den Reliefbüsten einer Frau und zweier Männer; die Frau in einheimischer Tracht mit Fibelschmuck, die Männer in römischer Kleidung. Im Chorbereich sieht man ein Architravfragment mit vegetabilem Ornament.
Die ornamentalen Deckenmalereien in quadratischen Feldern in der Vorhalle entstanden wohl um 1586. Bei der Innenrestaurierung 1994 legte man am nördlichen Teil der Westwand ein spätgotisches Fresko mit den Heiligen Georg und Leonhard, einer thronenden Madonna mit Kind sowie einem knienden Stifter frei, am südlichen Teil eine Rötelinschrift aus dem 16. Jahrhundert, eine barocke Inschrift von 1687, ornamentale und figurale Malereien sowie eine gut erhaltene Maria-Sieben-Schmerzen und eine fragmentarische Geißelung Christi.
Man betritt den Kircheninnenraum von Westen durch das einfach profilierte, gotische Spitzbogenportal. Im Langhaus ruht ein dreijochiges spätgotisches Netzrippengewölbe aus dem 15. Jahrhundert auf Wandvorlagen mit Diensten. Die Westempore mit geschwungener Balustrade besitzt eine flache Unterdecke. Das florale Dekor entstand 1687.
Ein spitzbogiger Triumphbogen verbindet das Langhaus mit dem Turmquadrat mit Kreuzrippengewölbe zwischen Gurtbögen. Über dem Chor mit Fünfachtelschluss erhebt sich ein Kreuzrippengewölbe auf Konsolen aus dem 14. Jahrhundert, die zum Teil als Kopfkonsolen ausgeführt sind. Die beiden Seitenkapelle besitzen Kreuzgratgewölbe.

## Einrichtung
Der Hochaltar mit vorspringenden Säulen, Pilastern und Opfergangsportalen füllt den Chor in Höhe und Breite aus. Der Altar entstand im letzten Viertel des 18. Jahrhunderts und wurde im 19. teilweise verändert. Die Hauptfigur, einen heiligen Georg zu Pferde, schuf vor 1873 die Firma Insam und Prinot aus Gröden. Seitlich des Altares stehen die heilige Barbara und der heilige Josef, über den Opfergangsportalen die Heiligen Sebastian und Florian. Das Aufsatzbild ist das Gemälde einer Marienkrönung.
Den linken Kreuzaltar mit Baldachin baute 1775 Joseph Kapfer und fasste Hieronymus Vonier. Der Schrein birgt eine Kreuzigungsgruppe, darunter befindet sich eine Schnitzgruppe Armer Seelen. Seitlich stehen die Heiligen Lucia und Barbara, im Aufsatz Gottvater auf der Weltkugel.
Der rechte Marienaltar mit Akanthusschmuck entstand um 1725.
Der um 1725/1730 gefertigte Altar mit Säulen und Akanthusschmuck in der Südkapelle trägt eine Madonnenschnitzfigur.
Die einfache Kanzel aus dem ersten Viertel des 18. Jahrhunderts zeigt auf den Brüstungsfeldern die gemalte Darstellungen des Sämanns, des Guten Hirten und den Fischzug. Der Schalldeckel wird von den Gesetzestafeln und der Heilig-Geist-Taube bekrönt.
Die Betstühle stammen aus dem 18. Jahrhundert.
In der Südkapelle steht ein achtseitiger, spätgotischer Taufstein, auf dessen pyramidenförmigem, hölzernem Aufsatz die Taufe Jesu, Maria mit dem Kind, eine dreifigurige Taufszene sowie der heilige Georg dargestellt sind. Diese um 1490 gemalten Darstellungen sind ein frühes Werk des Meisters der Amlacher Altarflügel.
Das 1629 von Jacob Kazner geschaffene Fastentuch ist eher dem Manierismus als dem Barock zuzurechnen. Auf den 24 Bildfeldern sind drei Szenen aus dem Alten und einundzwanzig aus dem Neuen Testament dargestellt.
Eine um 1500 von der ältesten Villacher Werkstatt gefertigte Figur des Heiligen Georgs befindet sich heute im Diözesanmuseum Gurk.